# Paul von Hindenburg
Paul Ludwig Hans Anton von Beneckendorf und von Hindenburg (Posen, Koninkrijk Pruisen, 2 oktober 1847 – Gut Neudeck, Nazi-Duitsland, 2 augustus 1934) was de tweede rijkspresident van Duitsland. Tijdens de Eerste Wereldoorlog was hij van 1916–1918 een van de opperbevelhebbers van het Duitse leger, met de rang van veldmaarschalk. Hij gaf onder meer leiding aan de gewonnen Slag bij Tannenberg in 1914.

## Biografie
Paul von Hindenburg werd in 1847 als oudste zoon van de Pruisische officier en grootgrondbezitter Robert von Beneckendorff und von Hindenburg en Luise Schwickart geboren in Posen in het toenmalige groothertogdom Posen.
Op 24 september 1879 huwde Von Hindenburg met Gertrud von Sperling (1860–1921). Het paar kreeg een zoon, Oskar (1883 –1960), en twee dochters, Irmengard Pauline (1880–1948) en Annemarie (1891–1978).
Von Hindenburg was een typische vertegenwoordiger van zijn milieu, zeer conservatief, monarchistisch, nationalistisch, meer gericht op Pruisen dan op Duitsland, onverschillig waar het kunst en literatuur betreft. Hij was een aristocraat en zag het landsbestuur en de leiding over de strijdkrachten als een rol waar alleen de adel recht op kon doen laten gelden.
Von Hindenburgs loopbaan in het Pruisische leger was eervol, maar niet opvallend. Hij vocht in de Slag bij Königgrätz (1866) en in de Slag bij Sedan (1870) tegen het Oostenrijkse en het Franse leger. Later deed hij veel moeite zich te onderscheiden tijdens de herfstmanoeuvres, grote schijngevechten, die door Wilhelm II werden geleid en waarbij de doorgestoken kaart was dat de keizer altijd won. Desondanks raakte Von Hindenburg niet in de keizerlijke gunst, hij doorliep in een normaal tempo de rangen en beëindigde zijn loopbaan in 1911 als generaal en militair gouverneur van Hannover. Ontevreden met deze positie en de geringe promotiekansen vroeg Von Hindenburg vervroegd pensioen aan.
De theoreticus van het Duitse verdedigingsplan in de na 1900 onafwendbaar lijkende oorlog op twee fronten, Alfred von Schlieffen, leerde de jonge Von Hindenburg dat "verdedigen vrouwelijk is en aanvallen mannelijk". Een standpunt dat Von Hindenburg tot het zijne heeft gemaakt. Tijdens de slag bij Tannenberg koos Von Hindenburg dan ook voor de aanval in de vorm van een tangbeweging en hij saboteerde, toen hij bevelhebber aan het oostfront werd, de strategie, het Schlieffenplan, die erop berustte eerst de Fransen te verslaan en aan het oostfront in eerste instantie alleen verdedigend op te treden.

### Militaire loopbaan
- 1859: de 12-jarige wordt cadet in het "Kadettenhaus" Wahlstatt/Liegnitz
- 1863: cadet in de Militaire academie Berlin-Lichterfelde
- 7 april 1866: tweede-luitenant in het derde garde-regiment te voet en deelname aan de bloedige Slag bij Königgrätz
- 1870: deelname aan de Frans-Duitse oorlog, Von Hindenburg is aanwezig wanneer in de Spiegelzaal in Versailles het tweede Duitse Keizerrijk wordt uitgeroepen
- 13 april 1872: bevordering tot eerste luitenant en een leergang aan de Hogere Krijgsschool
- 1 mei 1877: opgenomen in de Pruisische Generale Staf

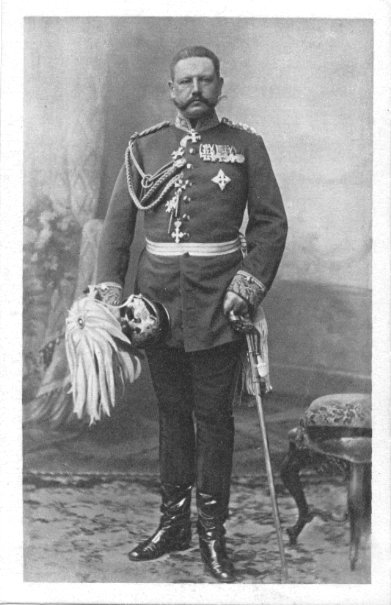
Generaal-majoor Von Hindenburg rond 1897 met vijf commandeurskruisen en de plaque van de Orde van Sint-Mauritius en Sint-Lazarus

- 18 april 1878: bevordering tot kapitein der infanterie
- 5 mei 1881: een staffunctie bij de Eerste Divisie in Koningsbergen
- 12 november 1885: bevordering tot majoor
- 25 november 1890: chef van de IIe afdeling in het Ministerie van Oorlog
- 14 februari 1891: bevordering tot luitenant-kolonel
- 1 juni 1893: commandeur van het "Oldenburgisches Infanterie-Regiment Nr. 91"
- 17 maart 1894: bevordering tot kolonel
- 14 augustus 1896: stafchef van het VIIIe legerkorps in Koblenz
- 22 maart 1897: bevordering tot generaal-majoor
- 9 juli 1900: bevordering tot luitenant-generaal en commandeur van de 28e Divisie in Karlsruhe
- 22 juni 1905: bevordering tot generaal der infanterie en bevelhebber van het IVe legerkorps in Maagdenburg
- 18 maart 1911: de keizer verleent Paul vvon Hindenburg de Hoge Orde van de Zwarte Adelaar en willigt zijn verzoek in hem eervol te ontslaan uit actieve dienst. Von Hindenburg gaat in Hannover wonen

De achtergrond van het afscheid is onduidelijk. In de eerste biografie van Von Hindenburg wordt het vertrek met een cryptisch "om redenen waar wij niet op in hoeven te gaan" verklaard. Er zijn onbevestigde geruchten dat Von Hindenburg de ijdele maar onbekwame keizer tijdens oefeningen zou hebben verslagen. Daarmee verspeelde men in het wilhelminische Duitsland zijn carrière. De verlening van de Hoge Orde van de Zwarte Adelaar suggereert dat er geen sprake was van "allerhoogste" ongenade.
In een gesprek heeft Von Hindenburg later verklaard dat hij "alles had bereikt, dat er geen oorlog in zicht was en dat het tijd was geweest om plaats te maken voor jongere officieren".

### Eerste Wereldoorlog

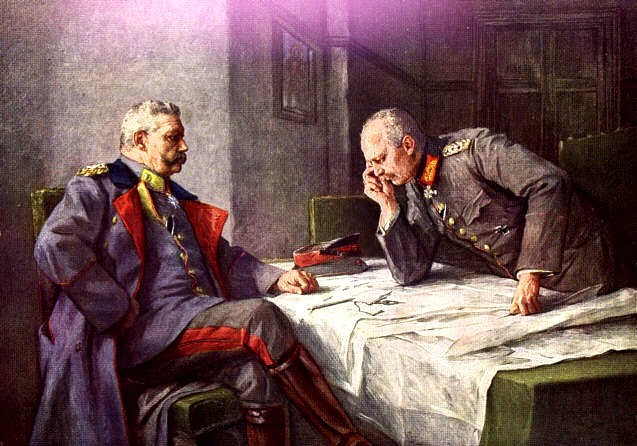
Propagandistische afbeelding van Von Hindenburg en Erich Ludendorff

In 1914 vielen de Russen sneller dan verwacht Oost-Pruisen binnen. De Duitse bevelhebber aldaar raakte in paniek. Paul von Hindenburg, reeds 66 jaar oud en bovendien al drie jaar met pensioen, werd teruggeroepen om de Russische opmars een halt toe te roepen. Ondanks zijn pensionering stemde hij, als militair in hart en nieren, snel toe en werd bevelhebber van het Duitse achtste leger, aan het oostfront.
Erich Ludendorff werd zijn chef-staf. Dit duo bracht de geallieerden nederlaag op nederlaag toe. De vraag of Ludendorff daarvoor verantwoordelijk was terwijl Hindenburg met de eer ging strijken, werd door veel historici gesteld en is nog steeds onderwerp van debat. Zeker is dat de oorlog in het westen werd verloren omdat er te veel troepen aan het westelijk front werden onttrokken om Pruisen te verdedigen. Het Schlieffenplan voorzag in een snelle overwinning door een sterk leger in het westen dat daarna de langzaam mobiliserende en oprukkende Russen zou gaan verslaan. Nu waren er nét te weinig divisies om in de eerste Slag aan de Marne een doorbraak te forceren en Parijs te veroveren. Het westelijk front kwam tot stilstand en de loopgravenoorlog begon.
Door de goede resultaten werden Hindenburg en Ludendorff in november verantwoordelijk voor het opperbevel van het oostfront, en kregen in 1916 de opdracht het bevel te voeren over alle Duitse strijdkrachten. Deze positie verkregen ze door de interne strijd binnen de Duitse legerleiding die al sinds de aanstelling van Erich von Falkenhayn in november 1914 aan de gang was. Deze werd in 1916 door meerdere factoren uit zijn post ontheven. Dit gebeurde naar aanleiding van kwestie omtrent de onbeperkte oorlog op zee, de mislukte operatie bij Verdun, maar voornamelijk de intrede van Roemenië in de oorlog. Na diens afzetting trokken Hindenburg en Ludendorff de politieke macht naar zich toe, waarbij ze de macht van de keizer en de Rijksdag gewoon naast zich neerlegden. Zo zorgden zij ervoor dat de gehele Duitse economie en maatschappij in dienst stond van de oorlog.
In 1918 leek Duitsland een tijdlang aan de winnende hand, de Russen hadden de Vrede van Brest-Litovsk moeten sluiten en Roemenië had gecapituleerd. De impulsieve keizer verleende Hindenburg nu na het Grootkruis van het IJzeren Kruis ook een "Hindenburgster", een IJzeren Kruis op een ster met gouden stralen, voor de overwinning bij Tannenberg.
De inzet van Amerikaanse troepen zorgde er echter voor dat aan het westelijk front geen doorbraak kon worden gerealiseerd. De catastrofale economische situatie, het slechte moreel van de troepen en voedseltekorten deden Duitsland nu in snel tempo instorten.
Na meer dan vier jaar oorlog zag Hindenburg in dat de oorlog niet meer te winnen was en hij bood zijn ontslag aan, vlak na collega Ludendorff.
Chronologie van de "Grote Oorlog"
- 22 augustus 1914: Hindenburg wordt tot bevelhebber van het VIIIe leger benoemd, hij vertrekt de volgende dag naar Oost-Pruisen
- 26 augustus 1914: een verpletterende overwinning op de Russen in de Slag bij Tannenberg en bevordering tot kolonel-generaal
- 2 september 1914: verlening van de Orde Pour le Mérite
- 1 november 1914: opperbevelhebber aan het Oostfront
- 27 november 1914: bevordering tot generaal-veldmaarschalk
- 23 februari 1915: toekenning van het eikenloof bij de Orde Pour le Mérite
- 30 juli 1916: chef van de Generale Staf van het leger
- 25 maart 1918: toekenning van de ster van het IJzeren Kruis, de („Hindenburgstern“)
- 25 juni 1919: ontslag als stafchef van het leger
- 3 juli 1919: de definitieve demobilisatie

### Hindenburg in het Interbellum

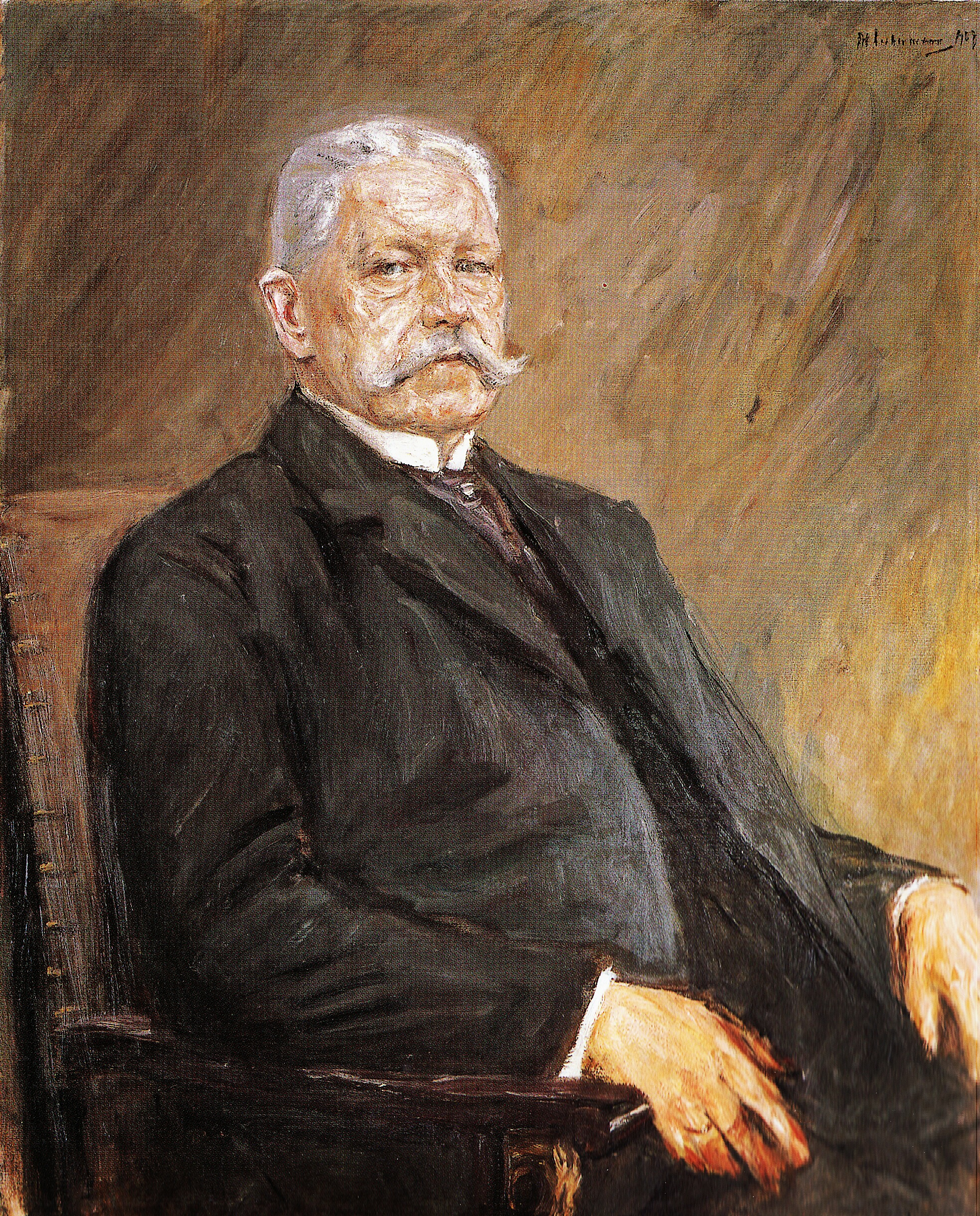
Portret door Max Liebermann (1927)

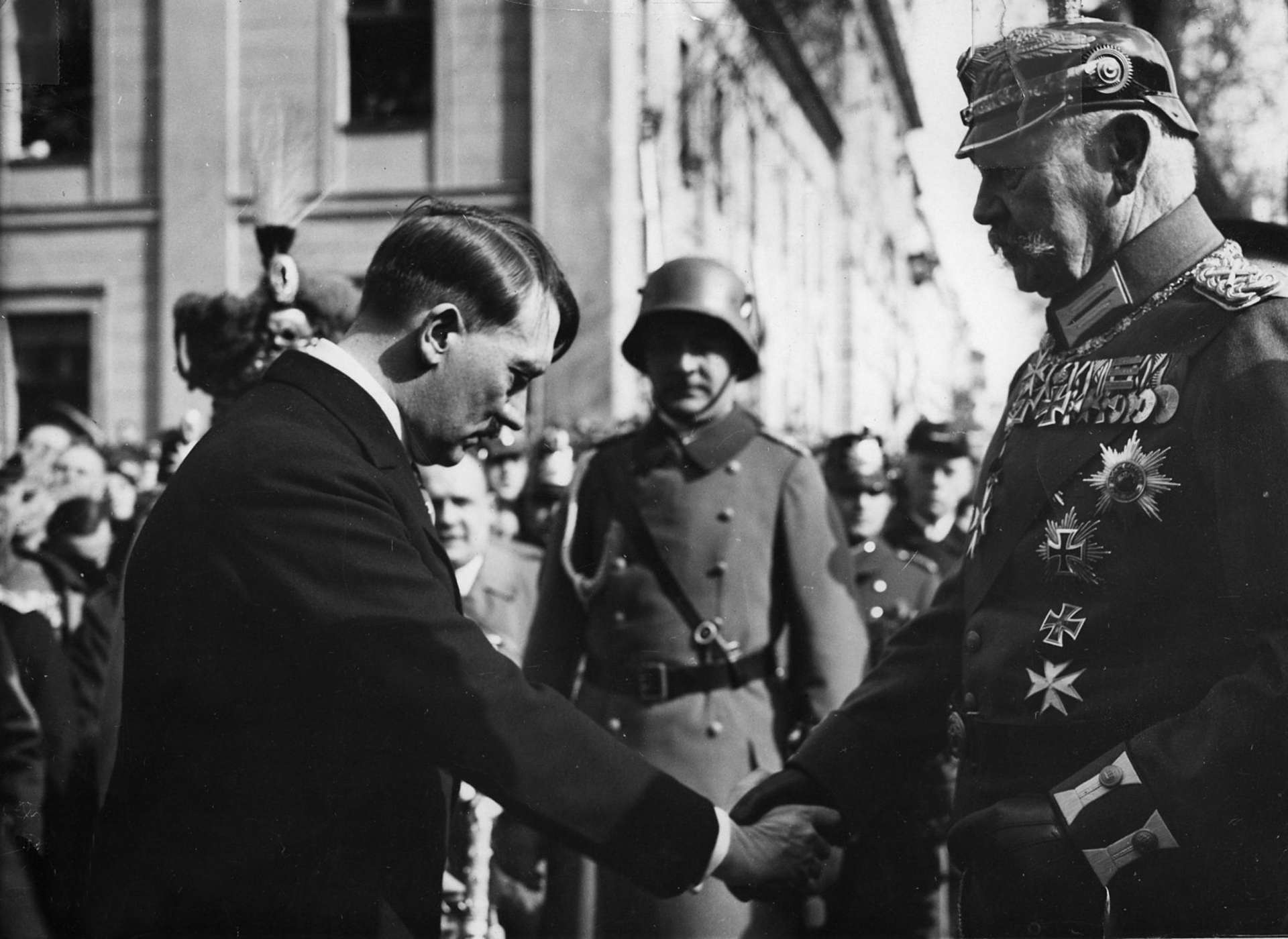
Hindenburg en Hitler op de Dag van Potsdam in 1933.

In 1925 stierf Rijkspresident Friedrich Ebert. Bij de verkiezing van een opvolger behaalde in de eerste ronde geen enkele kandidaat een absolute meerderheid. In de tweede ronde stelde Hindenburg zich tegen zijn zin, maar op verzoek van zijn rechtse achterban kandidaat en werd met ruime meerderheid gekozen.
Er was aanvankelijk twijfel over de vraag of een antidemocratisch gezinde edelman, behangen met de orden van zijn geliefde keizer, wel een goed president van de eerste democratische Duitse republiek kon zijn, een staat waarin de politiek door de rijkskanselier en het kabinet werden geformuleerd. Hij moest inderdaad niets van democratie hebben, maar zwoer toch een eed op de democratische grondwet van Weimar en hield zich er ook aan. De oude Hindenburg deed het beter dan verwacht als constitutioneel staatshoofd. Aan het eind van zijn zevenjarige termijn, toen zijn lichamelijke en geestelijke krachten hem al in de steek lieten, liet hij zich toch overhalen tot een nieuwe kandidatuur. Nationaalsocialist Adolf Hitler besloot daarop om zijn tegenkandidatuur in te dienen. De campagne werd namens de president gevoerd door kanselier Heinrich Brüning, die echter direct na de overwinning door Hindenburg werd afgedankt.
Hij werd in 1932 herkozen met 49% van de stemmen (tegenover de 30% van Adolf Hitler) maar moest toezien hoe de Republiek van Weimar nu zozeer door extreem rechts en extreem links werd verscheurd dat de politieke toestand hopeloos leek. De benoeming van de door Hindenburg verachte "Boheemse korporaal" Hitler werd door de op eigenbelang bedachte "camarilla" onder wie zijn secretaris dr. Meisner, oud-kanselier Franz von Papen en Hindenburgs zoon Oskar doorgedrukt. Na twee zeer korte tussenkabinetten benoemde hij aldus in 1933 Adolf Hitler tot rijkskanselier, als opvolger van Kurt von Schleicher.
Hindenburg leed al langer aan dementie (wellicht de ziekte van Alzheimer) en werd in zijn laatste jaren steeds verwarder. Hij wist vaak niet meer waar hij was of wat er gaande was. De schandalen rond zijn zoon, generaal-majoor von Hindenburg, en de intriges en corruptie, waaronder het Osthilfeskandal, rond de zoon en de kliek rondom hem zijn Hindenburg waarschijnlijk ontgaan. Echte macht kon hij niet meer uitoefenen, zodat Hitler kon doen en laten wat hij wilde. Het resultaat was dat Hindenburg zijn laatste jaar nog slechts een papieren rol kreeg te vervullen terwijl Hitler zijn macht ongestoord kon uitbreiden over het regeringsapparaat. In 1933 was de nu 85-jarige president soms zo verward dat hij dacht dat Hitler "zijn" keizer was. Na de Rijksdagbrand en de Nacht van de Lange Messen feliciteerde Hindenburg Hitler met zijn "succesvolle onderdrukking" van "ongewenste elementen". Waarschijnlijk wist de oude president niet eens wat er gaande was.

## Dood
In de zomer van 1934 was Paul von Hindenburg al stervende en op 2 augustus dat jaar overleed hij op landgoed Gut Neudeck nabij Freystadt in West-Pruisen (Regierungsbezirk West-Pruisen) in de toenmalige provincie Oost-Pruisen.
Toen Hitler hem bezocht, noemde Hindenburg Hitler "Majesteit" in de veronderstelling dat de keizer voor hem stond. Volgens Hitler zelf keek de oude president hem raadselachtig en hoopvol aan voor hij zijn laatste adem uitblies. Volgens familieleden herkende hij niemand meer en waren zijn laatste woorden: "Mijn keizer ... mijn Duitse vaderland." Hindenburg is 86 jaar geworden. Hij werd met groot ceremonieel bijgezet in het Tannenbergmonument bij Hohenstein. Dit monument was in 1924 opgericht ter ere van de voor Hindenburg zeer succesvolle Slag bij Tannenberg in 1914. Toen het monument in 1945 werd vernietigd, om zo te voorkomen dat de lichamen in handen van het Rode Leger zouden vallen, werden de stoffelijke resten van Hindenburg en zijn vrouw met de kruiser Emden overgebracht naar het westen van Duitsland. Aan het eind van de oorlog bevonden de stoffelijke resten zich in een zoutmijn in Thüringen, waar ze door de Amerikaanse troepen werden ontdekt. In augustus 1946 werden de lichamen van Von Hindenburg en zijn vrouw uiteindelijk bijgezet in de Elisabethkirche in Marburg.

## Beoordeling
Hindenburg wordt vaak gezien als een typische Pruisische paleoconservatief en een monarchist, die weliswaar antidemocratisch was, maar ook vasthield aan oude normen, waarden en tradities. Tegen dat beeld spreekt zijn betrokkenheid bij het zogenaamde Osthilfeskandal. Dit schandaal ging over de manier waarop Hindenburg en Oost-Pruisische grootgrondbezitters zich, op een oneigenlijke manier, geld hadden toegeëigend dat bestemd was voor noodlijdende boeren. Het Osthilfeskandal speelde volgens sommige historici een rol bij het besluit van Hindenburg Hitler tot rijkskanselier te benoemen.
Hindenburg speelde vrij actief een rol in het conservatieve complot om de Weimarrepubliek ten grave te dragen, maar is waarschijnlijk nooit van plan geweest de nazi's aan de macht te helpen. Hij wilde het liefst de restauratie van het huis Hohenzollern op de vacante Duitse keizerstroon. Diep in zijn hart koesterde hij een grote minachting voor Hitler. Hitler was immers van huis uit een Oostenrijker, die in de Eerste Wereldoorlog niet hoger was geklommen dan korporaal en bovendien niet eens van adel. Bovendien waren de NSDAP en de SA in zijn ogen slechts tuig dat de discipline van het leger miste.
De tegenstrijdigheid van Hindenburgs conservatieve wereldbeeld bestond erin dat hij aan de ene kant geloofde dat de adel als enige in staat was te regeren en een diepe minachting koesterde voor het idee dat niet-adellijken de waardigheid zouden kunnen bezitten een positieve rol in de politiek te spelen, maar er aan de andere kant niet voor terugschrok juist de nationaalsocialisten aan het roer van de staat te brengen.

## Onderscheidingen
Paul von Hindenburg verwierf in twee oorlogen en zijn jarenlange dienst in vredestijd tal van decoraties. Zijn onderscheiding met de Hoge Orde van de Zwarte Adelaar bij zijn pensionering laat zien dat men een hoge dunk van hem had. Na de overwinning bij Tannenberg stroomden de onderscheidingen binnen, alle Duitse staten en de drie Hanzesteden wilden hem eren en ook de bondgenoten Bulgarije, Oostenrijk en Turkije verleenden hem hun hoogste decoraties. Daarmee ging men door toen de oorlog al verloren was.
- Pruisen: Ridder in de Hoge Orde van de Zwarte Adelaar (1911)
- Pruisen: Orde Pour le Mérite (2 september 1914)[6]
- Pruisen: Eikenbladeren bij zijn kruis van de Orde Pour le Mérite (23 februari 1915)[7]
- Pruisen: IJzeren Kruis 1870 IIe Klasse (1870)[6]
- Pruisen: IJzeren Kruis 1914 (voor de overwinning bij Tannenberg op 25 en 27 augustus 1914)
- Pruisen: Grootkruis van het IJzeren Kruis (9 december 1916)[6]
- Pruisen: Een grote gouden ster met daarop het IJzeren Kruis, deze "Hindenburgster" was geïnspireerd door de gouden ster, de "Blücherster" die veldmaarschalk Blücher von Wahlstedt in 1815 na zijn overwinning bij Waterloo kreeg uitgereikt (1918)

In Nederland is het gebruikelijk dat een militair voor een dappere daad of een behaalde overwinning één onderscheiding ontvangt. Dit was de vierde Pruisische onderscheiding voor de overwinning bij Tannenberg en de ster werd vlak voor het laatste offensief aan het Westelijk front uitgereikt. De keizer heeft niet op een overwinning in het Westen kunnen of willen wachten.
- Pruisen: IVe Klasse met Zwaarden in de Orde van de Rode Adelaar (1866)

In een "broederoorlog" werd het niet passend geacht om het IJzeren Kruis opnieuw in te stellen zoals dat in 1870 en 1914 wel zou gebeuren. In 1930 keerde het IJzeren Kruis als ridderorde terug. De verdienstelijke officieren werden na de overwinning op Oostenrijk onderscheiden met de bestaande Pruisische onderscheidingen.
- Pruisen: Grootkruis met Eikenbladeren en Zwaarden aan de ring in de Orde van de Rode Adelaar (een bevordering in vredestijd na de zwaarden eerder in oorlogstijd te hebben verworven)
- Pruisen: IIe Klasse of Grootofficier in de Kroonorde
- Pruisen: Grootcommandeur met Ster en Zwaarden in de Koninklijke Huisorde van Hohenzollern, (14 augustus 1917). Deze benoeming gaf de veldmaarschalk het recht om de beroemde Hohenzollernketen te dragen
- Pruisen: Kruis van Verdienste voor Oorlogshulp
- Pruisen: Rechtsridder in de Pruisische Johanniterorde
- Pruisen: Kruis voor 25 jaar Dienst als Officier ("Dienstauszeichnungskreuz")
- Pruisen: Kruis ter herinnering aan de Slag bij Königgrätz in 1866
- Pruisen: Oorlogsherinneringsmedaille 1870-1871
- Pruisen: Centenarmedaille ter herinnering aan de honderdste geboortedag van Keizer Wilhelm I
- Duitsland: Duitse Zuidwest-Afrika Herinneringsmedaille in staal

Het Duitse Keizerrijk bezat geen ridderorden, die waren het domein van de vorsten zoals de koning van Pruisen. Er waren wél medailles, bijvoorbeeld voor dienst in de koloniën. Paul von Hindenburg ontving deze medaille zonder ooit in de Afrikaanse kolonie geweest te zijn.
- Hohenzollern: Kruis der Ie Klasse met Zwaarden van de Vorstelijk Hohenzollernse Huisorde (8 november 1916)
- Beieren: Grootkruis in de Militaire Orde van Verdienste, (Beieren)
- Saksen: Ridder in de Orde van de Kroon van Wijnruit (7 mei 1918)
- Saksen: Ridder en commandeur in de Militaire Orde van Sint-Hendrik (beide op 21 december 1914)
- Saksen: Grootkruis in de Militaire Orde van Sint-Hendrik (bevordering op 27 december 1916)
- Saksen: Ie Klasse of Grootkruis in de Albrechtsorde
- Württemberg: Grootkruis in de Orde van Militaire Verdienste (21 januari 1915)
- Württemberg: Grootkruis met Zwaarden in de Orde van de Kroon van Württemberg
- Württemberg: Grootkruis in de Friedrich Orde
- Baden: Militaire Karl-Friedrich Orde (5 september 1915)
- Hessen-Darmstadt: Algemene Decoratie voor Moed
- Mecklenburg-Schwerin, Grootkruis met Zwaarden en Gouden Kroon in de Orde van de Wendenkroon; de groothertog verleende (nog) niet de hoogste graad, de kroon "in Erz" oftewel ijzer
- Mecklenburg-Schwerin: Militair Kruis van Verdienste der Ie Klasse
- Mecklenburg-Schwerin: Militair Kruis van Verdienste der IIe Klasse
- Mecklenburg-Strelitz: Kruis voor Distinctie in de Oorlog Ie Klasse
- Mecklenburg-Strelitz: Kruis voor Distinctie in de Oorlog IIe Klasse
- Oldenburg: Grootkruis met de Zwaarden in de Huisorde en Orde van Verdienste van Peter Friedrich Ludwig (vóór 1911, Hindenburg was commandant van een Oldenburgs regiment binnen het Duitse leger)
- Oldenburg: Grootkruis met Gouden Ster en Zwaarden in de Huisorde en Orde van Verdienste van Peter Friedrich Ludwig (17 augustus 1915)
- Oldenburg: Grootkruis met de Zwaarden en Lauwerkrans in de Huisorde en Orde van Verdienste van Peter Friedrich Ludwig (29 oktober 1918)
- Oldenburg: Friedrich August-Kruis der Ie Klasse
- Oldenburg: Friedrich August-Kruis IIe Klasse
- Saksen-Weimar-Eisenach: Grootkruis met Zwaarden in de Huisorde van de Waakzaamheid of Witte Valk
- Anhalt: Grootkruis met Kroon en Zwaarden in de Huisorde van Albrecht de Beer
- Anhalt: Het Friedrichkruis
- Braunschweig (Brunswijk): Het Kruis voor Oorlogsverdienste der Ie Klasse
- Braunschweig (Brunswijk): Kruis voor Oorlogsverdienste der IIe Klasse
- De drie Ernestijnse hertogdommen: Grootkruis met Zwaarden en met Keten in de Saksen-Ernestijnse Huisorde (14 december 1914)
- Saksen-Coburg-Gotha: Karel Eduard-Oorlogskruis (30 september 1916)
- Saksen-Meiningen: Erekruis voor Verdienste in Oorlogstijd
- Lippe-Detmold: Kruis der IIe Klasse van het Erekruis
- Lippe-Detmold: Oorlogskruis voor Heroïsche Daden (11 oktober 1916)
- Lippe-Detmold: Kruis voor Oorlogsverdienste
- Schaumburg-Lippe: 1st Klasse of Grootkruis in de Huisorde
- Schaumburg-Lippe: Kruis voor Trouwe Dienst (17 februari 1916)
- Reuss Jongere Lijn: Vorstelijk Reussisch Ereteken der Ie Klasse met Kroon en Zwaarden
- De beide vorstendommen Reuss: Kruis voor Oorlogsverdienste "1914"
- Waldeck: Kruis van Verdienste der 1e Klasse met Zwaarden (9 mei 1916)
- Bremen: Hanseatenkruis
- Hamburg: Hanseatenkruis
- Lübeck: Hanseatenkruis

Ieder van de drie Hanzesteden heeft in de Eerste Wereldoorlog een eigen "Hanseatenkreuz" ingesteld.
- Bulgarije: Grootkruis in de Orde "voor Militaire Verdienste"
- Bulgarije: Grootkruis met Zwaarden en met Keten in de Orde van Sint-Alexander
- Finland: Grootkruis in de Orde van het Vrijheidskruis (1918)
- Oostenrijk-Hongarije: Grootkruis in de Militaire Orde van Maria Theresia, (26 maart 1918)
- Oostenrijk-Hongarije: Grootkruis in de Orde van Sint-Stefanus (1914)
- Oostenrijk-Hongarije: Militair Kruis van Verdienste der Ie Klasse met Oorlogsdecoratie (22 januari 1917)
- Oostenrijk-Hongarije: Militaire Kruis van Verdienste 1st Klasse met Oorlogdecoratie en Diamanten (5 november 1917)
- Oostenrijk-Hongarije: Grote Militaire Medaille van Verdienste (het "Signum Laudis", aan het lint van de Medaille voor Dapperheid (5 augustus 1917)
- Turkije: Grootkruis met Diamanten in de Orde van Osmanie
- Turkije: Orde van de Glorie ("Nishan-i-Iftikhar") met Zwaarden

De Orde van de Glorie was een schitterend uitgevoerd juweel dat overvloedig met diamanten was ingezet.
- Turkije: Grootkruis met Zwaarden en Diamanten in de Orde van Mejidie
- Turkije: Medaille van Imtiyaz in Goud

Dit was de hoogste Turkse onderscheiding in oorlogstijd.
- Turkije: IJzeren Halve Maan, ook Oorlogsmedaille genoemd
- Italië: Grootofficier in de Orde van Sint-Mauritius en Sint-Lazarus (voor 1908[9])
- Spanje: IVe Klasse of Grootkruis in de Orde van Militaire Verdienste
- Georgië: Orde van Sint-Tamara

De Weimarrepubliek was, als reactie op de hoogconjunctuur van de ridderorden in het keizerrijk, wars van onderscheidingen. Er werden geen ridderorden ingesteld en Duitsers mochten officieel geen buitenlandse onderscheidingen aannemen. Bij de schaarse staatsbezoeken tijdens zijn ambtsperiode mocht de president dan ook geen nieuwe onderscheidingen aannemen of dragen. Het kan geen groot gemis zijn geweest, Hindenburg bezat meer orden dan men dragen kan en verscheen vaak in uniform met het brede oranjegrootlint en de ster van de door de verjaagde keizer verleende Hoge Orde van de Zwarte Adelaar, het Pour le Mérite en zijn onderscheidingen van het IJzeren Kruis.
Op 20 april 1933, de verjaardag van Adolf Hitler, ontving Hindenburg samen met de latere dictator het ereburgerschap van Berlijn. In februari 2020 werd Hindenburg deze status ontnomen, omdat hij in januari 1933 politiek verantwoordelijk was geweest voor de benoeming van Hitler tot rijkskanselier en feitelijk de weg vrij had gemaakt voor diens dictatuur.
- Bibsys: 90726361
- Biblioteca Nacional de Chile: 000264657
- Biblioteca Nacional de España: XX1253209
- Bibliothèque nationale de France: cb13981007f (data)
- Catàleg d'autoritats de noms i títols de Catalunya: 981058612817406706
- CiNii: DA06485059
- Gemeinsame Normdatei: 118551264
- International Standard Name Identifier: 0000 0001 0927 2529
- KulturNav: 3daf59c8-5fe2-4dab-b177-cdede6403d8b
- Library of Congress Control Number: n50034938
- Nationale Bibliotheek van Letland: 000193626
- National Archives and Records Administration: 10580917
- Bibliotheek van het Japanse parlement: 00522628
- Nationale Bibliotheek van Tsjechië: jn19990003528
- Nationale bibliotheek van Australië: 35196189
- Nationale Bibliotheek van Israël: 987007262759405171
- Nationale Bibliotheek van Polen: a0000001235259
- Nationale en Universitaire bibliotheek Zagreb: 000772591
- Nederlandse Thesaurus van Auteursnamen: 071901221
- Istituto Centrale per il Catalogo Unico: RAVV079411
- LIBRIS: 209052
- SNAC: w6g45n43
- Système universitaire de documentation: 030094801
- Museum of New Zealand Te Papa Tongarewa: 67971
- Trove: 860599
- Virtual International Authority File: 95188926
- WorldCat: E39PBJjtccwtWPb9J8JxBQjt8C

Frederik Karel van Pruisen · Frederik III van Pruisen · Eberhard Herwarth von Bittenfeld · Karl Friedrich von Steinmetz · Helmuth von Moltke · Albert van Saksen · Albrecht von Roon · Edwin von Manteuffel · Leonhard von Blumenthal · George van Saksen · Albert van Pruisen · Albrecht van Oostenrijk · Frans Jozef I van Oostenrijk · Alfred von Waldersee · Gottlieb von Haeseler · Wilhelm von Hahnke · Walter von Loë · Arthur van Connaught en Strathearn · Carol I van Roemenië · Max von Bock und Pollach · Alfred von Schlieffen · Colmar von der Goltz · George V van het Verenigd Koninkrijk · Frederik August III van Saksen · Constantijn I van Griekenland · Paul von Hindenburg · Karl von Bülow · Frederik van Oostenrijk · August von Mackensen · Lodewijk III van Beieren · Willem II van Württemberg · Rupprecht van Beieren · Leopold van Beieren · Albrecht van Württemberg · Ferdinand I van Bulgarije · Mehmed V van het Ottomaanse Rijk · Franz Conrad von Hötzendorf · Karel I van Oostenrijk · Hermann von Eichhorn · Remus von Woyrsch · August van Württemberg